# Kendyl Stewart
Kendyl Stewart, née le 17 août 1994, est une nageuse américaine. 

## Biographie
Elle fait ses débuts internationaux lors des Championnats pan-pacifiques 2014, décrochant notamment une médaille de bronze au 100 m papillon.
Aux Championnats du monde 2015, elle reçoit une médaille d'argent pour avoir participé aux séries du relais 4 × 100 m quatre nages qui sera ensuite deuxième en finale.

## Palmarès

### Championnats du monde

#### Grand bassin
- Championnats du monde 2015 à Kazan (Russie) :
  -  Médaille d'argent au titre du relais 4 × 100 m nage libre mixte[2]

### Championnats pan-pacifiques
- Championnats pan-pacifiques 2014 à Goldcoast (Australie) :
  -  Médaille d'argent au titre du relais 4 × 100 m quatre nages
  -  Médaille de bronze au 100 m papillon